# Luis Márquez Martín
Luis Márquez Martín   (Sevilla, 1 de novembre de 1971 - Sevilla, 17 d'abril de 2023) fou un futbolista andalús, que ocupava la posició de migcampista.

## Trajectòria
Format al planter del Reial Betis, la temporada 91/92 puja al primer equip, i tres anys després, aconsegueix l'ascens amb els verd-i-blancs a la màxima categoria. Márquez va ser titular fins al 1995, però a partir d'eixe any passa a la suplència, tot i aparèixer sovint, fins que la temporada 98/99 tan sols juga 53 minuts repartits en 3 partits.
A l'any següent recala al Reial Valladolid, on roman dues campanyes, en les quals amb prou feines hi comptarà. En total, Márquez va jugar 90 partits en primera divisió.